# José da Penha
José da Penha é um município brasileiro no interior do estado do Rio Grande do Norte, Região Nordeste do país. Situa-se na região do Alto Oeste Potiguar, distante 429 quilômetros a oeste da capital do estado, Natal. Ocupa uma área de aproximadamente 118 km² e sua população segundo estimativa de 2024 era de 5 964 habitantes, segundo o Instituto Brasileiro de Geografia e Estatística (IBGE), sendo então o 104º mais populoso do estado.
A história do município começa no século XX, em 1934, com a formação de um povoado nos arredores do riacho Aroeira que, mais tarde, recebeu o nome de Mata. Com o crescimento e desenvolvimento, desse povoado, tornou-se distrito de Luís Gomes, criado pela lei estadual nº 901, de 10 de novembro de 1953. No dia 31 de dezembro de 1958, o distrito foi emancipado e tornou-se um novo município potiguar com o nome de "José da Penha". A denominação foi escolhida pela população local e faz referência a José da Penha Alves de Souza (1875-1914), potiguar natural de Angicos, que foi capitão do Exército e autor de livros referentes a assuntos filosóficos e militares.
A cerimônia da instalação oficial do novo município ocorreu em 8 de fevereiro de 1959, presidida pelo juiz de direito da comarca de Luís Gomes, Luiz Gonzaga Diógenes. Na ocasião foi empossado o primeiro prefeito do município, José Evaristo Fontes, nomeado pelo governador do estado, Dinarte Mariz. Em 3 de outubro de 1959, foram realizadas as primeiras eleições municipais, sendo eleito o candidato Osório Estevam da Silva, empossado no ano seguinte. Três anos depois, por força da lei estadual nº 3013, de 19 de dezembro de 1963, foi criado o distrito de Major Felipe e, desde então, o município mantém sua divisão administrativa atual.

## Geografia
Com uma área territorial de 117,635 km² (0,2228% da superfície estadual), José da Penha se limita com Riacho de Santana a norte, Marcelino Vieira e Tenente Ananias a leste, Paraná e Major Sales a sul, Luís Gomes e novamente Riacho de Santana a oeste. Na divisão do Instituto Brasileiro de Geografia e Estatística (IBGE) vigente desde 2017, o município pertence à região geográfica imediata de Pau dos Ferros, dentro da região geográfica intermediária de Mossoró; antes, com a vigência das divisões em microrregiões e mesorregiões, fazia parte da microrregião de Pau dos Ferros, que por sua vez estava incluída na mesorregião do Oeste Potiguar.
O relevo é ligeiramente acidentado e inserido na Depressão Sertaneja-São Francisco, que abrange uma série de terrenos baixos de transição entre a Chapada do Apodi e as partes altas do Planalto da Borborema. José da Penha está situado em uma área de abrangência das rochas metamórficas que compõem o embasamento cristalino, provenientes de idade Pré-Cambriana média e com idade variada entre um e 2,5 bilhões de anos. O tipo de solo predominante é o luvissolo (bruno não cálcico na antiga classificação brasileira de solos), com nível médio ou alto de fertilidade, textura argilosa ou arenosa e boa drenagem, porém pouco desenvolvidos e, por isso, cobertos pela caatinga, uma formação vegetal de pequeno porte e adaptada a longos períodos de seca.
José da Penha encontra-se com 100% do seu território inserido na bacia hidrográfica do rio Apodi/Mossoró. Cortam o município os riachos das Flechas, Baixa do Fogo e Catolezinho. O principal reservatório é o Açude Flechas, chamado popularmente de Açude da Barra, com capacidade máxima para 8 949 675 m³. Outros reservatórios com capacidade igual ou superior a 100 000 m³ são: Angicos (3 500 000 m³), Baixa do Fogo (2 060 880 m³), Ema (1 500 000 m³) e Catolezinho (243 000 m³).
O clima de José da Penha é semiárido quente (Bsh segundo Köppen), com chuvas concentradas no primeiro semestre. Segundo dados da Empresa de Pesquisa Agropecuária do Rio Grande do Norte (EMPARN), que possui dados pluviométricos do município desde 1963, o maior acumulado de chuva em 24 horas em José da Penha ocorreu no Sítio Angicos, em 24 de novembro de 1995, chegando a 140 mm. Na cidade, onde o monitoramento pluviométrico teve início apenas em 2004, o recorde é de 100 mm em 20 de abril de 2013. Desde novembro de 2019, quando entrou em operação uma estação meteorológica automática da EMPARN em José da Penha, a menor temperatura ocorreu nos dias 17,7 °C nos dias 29 de julho de 2020 e 28 de junho de 2021, ambos com mínima de 17,7 °C, enquanto a maior alcançou 40,3 °C em 7 de fevereiro de 2024.
| Dados climatológicos para José da Penha                                                         | Dados climatológicos para José da Penha | Dados climatológicos para José da Penha | Dados climatológicos para José da Penha | Dados climatológicos para José da Penha | Dados climatológicos para José da Penha | Dados climatológicos para José da Penha | Dados climatológicos para José da Penha | Dados climatológicos para José da Penha | Dados climatológicos para José da Penha | Dados climatológicos para José da Penha | Dados climatológicos para José da Penha | Dados climatológicos para José da Penha | Dados climatológicos para José da Penha |
| Mês                                                                                             | Jan                                     | Fev                                     | Mar                                     | Abr                                     | Mai                                     | Jun                                     | Jul                                     | Ago                                     | Set                                     | Out                                     | Nov                                     | Dez                                     | Ano                                     |
| ----------------------------------------------------------------------------------------------- | --------------------------------------- | --------------------------------------- | --------------------------------------- | --------------------------------------- | --------------------------------------- | --------------------------------------- | --------------------------------------- | --------------------------------------- | --------------------------------------- | --------------------------------------- | --------------------------------------- | --------------------------------------- | --------------------------------------- |
| Temperatura máxima recorde (°C)                                                                 | 38,9                                    | 40,3                                    | 37                                      | 36,6                                    | 36,8                                    | 35,3                                    | 36,8                                    | 37,2                                    | 38,4                                    | 39,6                                    | 39,7                                    | 39,5                                    | 40,3                                    |
| Temperatura mínima recorde (°C)                                                                 | 20,4                                    | 20,4                                    | 20,6                                    | 20,6                                    | 19,3                                    | 17,7                                    | 17,7                                    | 17,9                                    | 18,5                                    | 19,8                                    | 21,7                                    | 19,3                                    | 17,7                                    |
| Precipitação (mm)                                                                               | 84,7                                    | 150,7                                   | 170,5                                   | 180,4                                   | 79,4                                    | 39,1                                    | 35                                      | 8                                       | 4,9                                     | 2,5                                     | 10,9                                    | 33,9                                    | 799,9                                   |
| Fonte: EMPARN (recordes de temperatura: 14/11/2019-presente; médias de precipitação: 2004-2020) |                                         |                                         |                                         |                                         |                                         |                                         |                                         |                                         |                                         |                                         |                                         |                                         |                                         |

## Demografia
A população de José da Penha de acordo o censo brasileiro de 2010 era de 5 868 habitantes, sendo 4 605 no distrito-sede (78,5%) e 1 263 no distrito de Major Felipe (21,5%). Em termos populacionais, era o 101º município mais populoso do Rio Grande do Norte, apresentando uma densidade populacional de 49,88 km². Da população total, 3 046 eram do sexo feminino (50,91%) e 2 822 do sexo masculino (48,09%), tendo uma razão de sexo de 92,65. 3 542 habitantes viviam na zona urbana (60,36%) e 2 326 na zona rural (39,64%). Quanto à faixa etária, 1 421 pessoas tinham menos de 15 anos (24,22%), 3 693 entre 15 e 64 anos (62,93%) e 754 possuíam 65 anos ou mais (12,85%). Ainda segundo o mesmo censo, a população étnica era formada por 3 055 brancos (52,06%), 2 624 pardos (44,72%), 166 pretos (2,83%), 23 amarelos (0,38%).
Considerando-se a nacionalidade, todos os habitantes eram brasileiros natos (100%). Em relação à região de nascimento, 5 711 eram nascidos na Região Nordeste (97,33%), 122 no Sudeste (2,09%), 26 no Centro-Oeste (0,44%) e três no Norte (0,05%), além de outros cinco sem especificação (0,09%). 5 459 habitantes eram naturais do Rio Grande do Norte (93,03%) e, desse total, 4 462 eram nascidos em José da Penha (76,05%). Entre os naturais de outras unidades da federação (10,63%), a Paraíba era o estado com maior presença, com 137 habitantes residentes (2,33%), seguido por São Paulo, com 122 (2,09%), e pelo Ceará, com 75 (1,28%).
O Índice de Desenvolvimento Humano do município é considerado médio, de acordo com dados do Programa das Nações Unidas para o Desenvolvimento. Segundo dados do relatório de 2010, divulgados em 2013, seu valor era de 0,608, sendo o 76º maior do Rio Grande do Norte e o 3 957 º do Brasil. Considerando-se apenas o índice de longevidade, seu valor é de 0,788, o valor do índice de renda é de 0,583 e o de educação é de 0,489. De 2000 a 2010, a proporção de pessoas com renda domiciliar per capita de até 140 reais reduziu em 51,9%, passando de 65,8% para 31,7%. Em 2010, 68,3% da população vivia acima da linha de pobreza, 14,8% entre as linhas de indigência e de pobreza e 16,8% abaixo da linha de indigência. No mesmo ano, o índice de Gini era de 0,47 e os 20% mais ricos eram responsáveis por 50,65% do rendimento total municipal, valor pouco mais de dezesseis vezes superior à dos 20% mais pobres, de 3,09%.

### Religião
Na Igreja Católica, o município faz parte da Diocese de Mossoró, Zonal Alto Oeste, e é sede da paróquia de São Francisco de Assis, que foi criada em 4 de outubro de 2010 e abrange geograficamente os municípios de Água Nova, José da Penha e Riacho de Santana, possuindo dezessete comunidades (treze em zona rural e quatorze em área urbana), oito delas localizadas no município (sete na zona rural e uma na zona urbana). No censo de 2010 o catolicismo romano era a religião da maioria da população, com 5 140 seguidores, ou 87,6% dos habitantes.

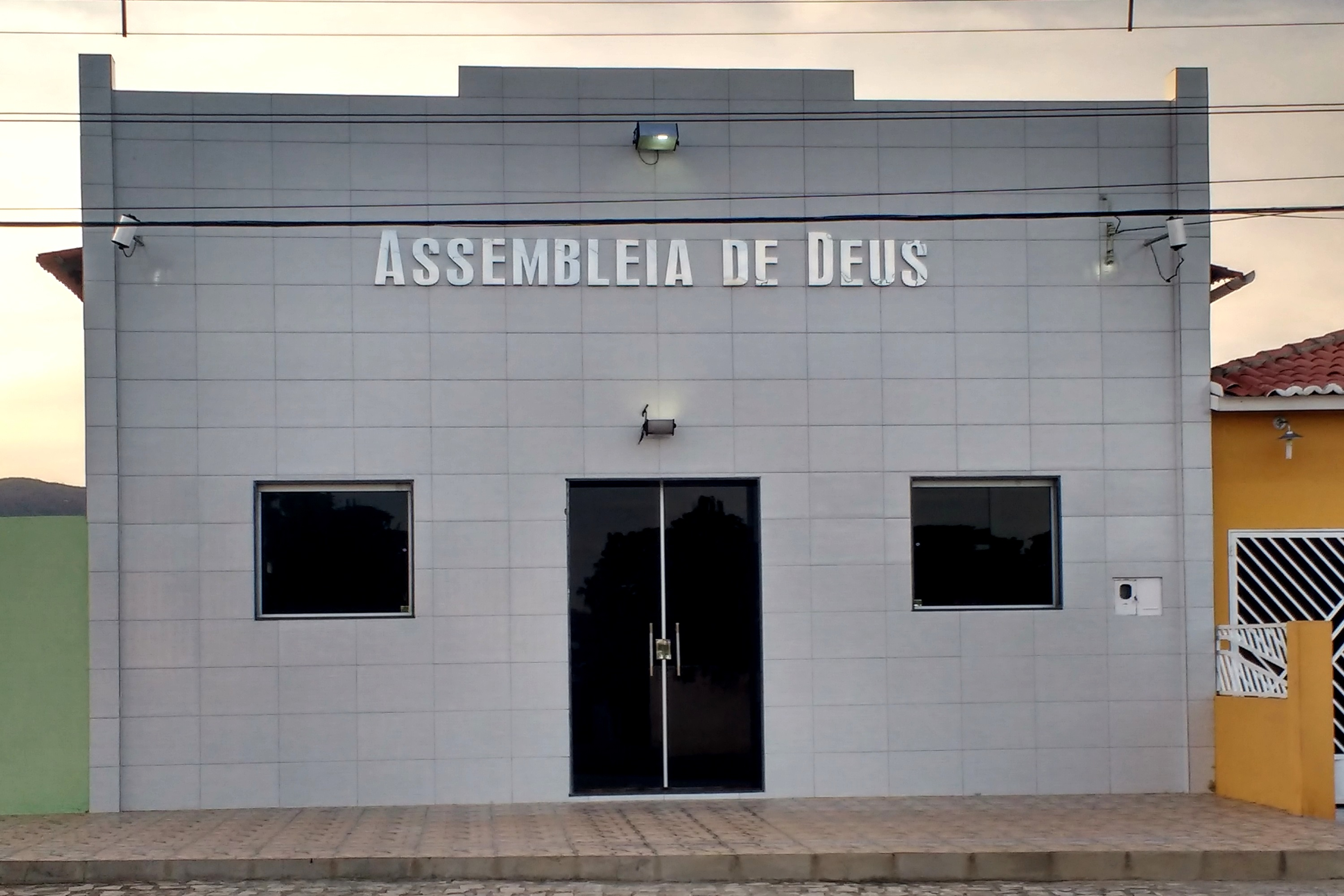
Templo da Assembleia de Deus, denominação evangélica predominante no município.

José da Penha possui alguns credos protestantes ou reformados. Em 2010, 561 habitantes se declararam evangélicos, sendo que 514 pertenciam às evangélicas de origem pentecostal (8,76%), 24 às evangélicas de missão (0,41%) e 23 a igrejas evangélicas não determinadas (0,40%). Dentre as evangélicas pentecostais, 243 pertenciam à Assembleia de Deus (4,14%), 37 à Igreja Deus é Amor (0,64%), 21 à Congregação Cristã do Brasil (0,36%), onze à Universal do Reino de Deus (0,19%), dois ao Evangelho Quadrangular (0,04%) e 199 a outras evangélicas pentecostais (3,39%). Dentre as de missão, existia apenas a Igreja Presbiteriana
Além do catolicismo romano e do protestantismo, também existiam três messiânicos (0,05%) e dois espiritualistas (0,04%). Outros 130 não tinham religião (2,21%), dentre os quais cinco ateus (0,1%); 26 pertenciam a outras religiosidades cristãs (0,44%) e cinco não souberam sua preferência religiosa (0,09%).

## Política

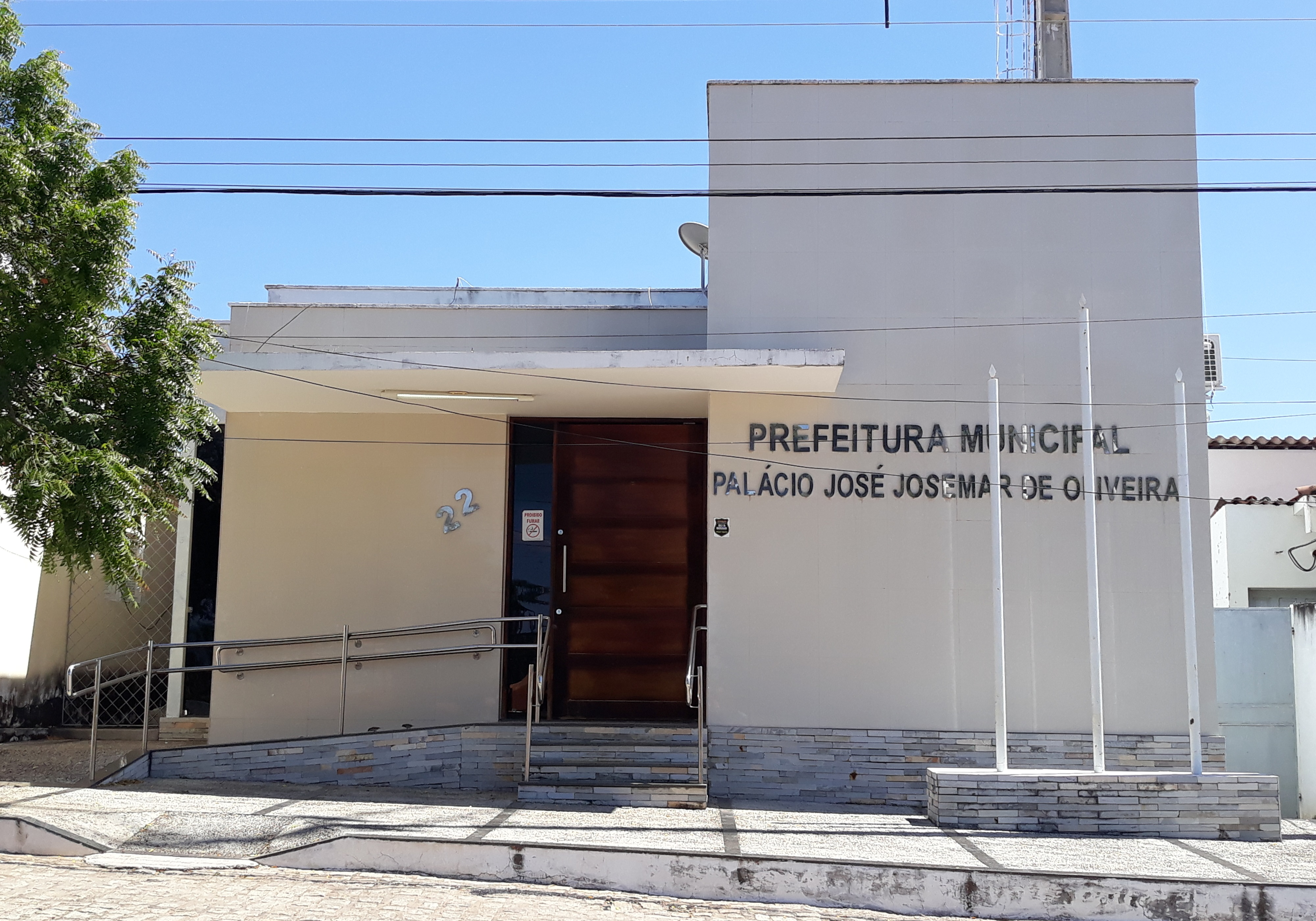
Palácio José Josemar de Oliveira (prefeitura), que abriga a sede do executivo municipal.

A administração municipal se dá através dos poderes executivo e legislativo, o primeiro representado pelo prefeito, auxiliado pelo seu gabinete de secretários. O atual prefeito municipal é Raimundo Nonato Fernandes, do Partido Democrático Trabalhista (PDT), que está em seu terceiro mandato, tendo como vice João Jácome de Brito Junior (PC do B). O poder legislativo é representado pela câmara municipal, composta por nove vereadores. Cabe à casa elaborar e votar leis fundamentais à administração e ao executivo, especialmente o orçamento municipal (conhecido como Lei de Diretrizes Orçamentárias).

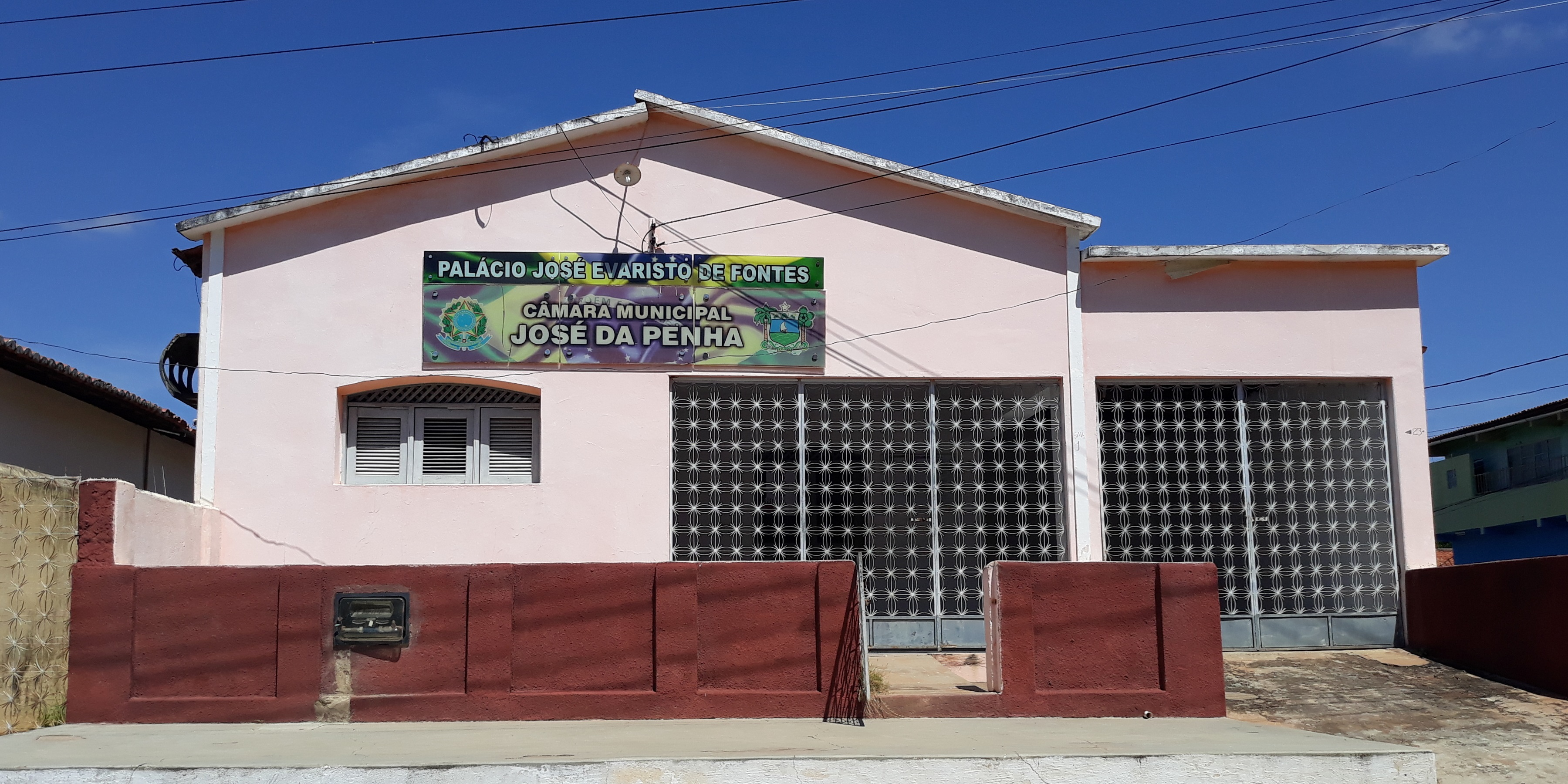
Palácio José Evaristo de Fontes (câmara de vereadores), sede do legislativo.

Através da lei complementar estadual (LCE) n° 51, de 11 de fevereiro de 1987, foi criada a comarca de José da Penha, de primeira entrância, que tinha como único termo judiciário o município de Riacho de Santana. A comarca foi extinta em 27 de maio de 1988, por meio da LCE 57, e desde então o município é termo da comarca de Luís Gomes, de segunda entrância.
Existem ainda alguns conselhos municipais em atividade: direitos da criança e do adolescente, saúde, segurança alimentar e nutricional e tutelar. A lei orgânica do município foi promulgada em 1990. José da Penha pertence à 42ª zona eleitoral do Rio Grande do Norte e possuía 5 315 eleitores em dezembro de 2016, de acordo com o Tribunal Superior Eleitoral (TSE), representando 0,221% do eleitorado potiguar.

## Economia
Em 2012, segundo o IBGE, o Produto Interno Bruto (PIB) do município de José da Penha era de R$ 32 605 mil, dos quais 24 315 mil do setor terciário, R$ 2 738 mil do setor primário, R$ 2 743 mil de impostos sobre produtos líquidos de subsídios a preços correntes e R$ 2 739 mil do setor secundário. O PIB per capita era de R$ 6 118,76.
Em 2013 o município possuía um rebanho de 12 793 galináceos (frangos, galinhas, galos e pintinhos), 5 788 bovinos, 2 840 ovinos, 1 970 caprinos, 1 415 suínos e 140 equinos. Na lavoura temporária de 2013 foram produzidos cana-de-açúcar (225 t), batata-doce (38 t), milho (10 t) e feijão (10 t), e na lavoura permanente coco-da-baía (24 mil frutos), banana (42 t), castanha de caju (2 t). Ainda no mesmo ano o município também produziu 870 mil litros de leite de 1 173 vacas ordenhadas; dezoito mil dúzias de ovos de galinha e 2 998 quilos de mel de abelha.
Em 2010, considerando-se a população municipal com idade igual ou superior a dezoito anos, 50,1% eram economicamente ativas ocupadas, 43,3% inativa e 6,6% ativa desocupada. Ainda no mesmo ano, levando-se em conta população ativa ocupada a mesma faixa etária, 37,33% trabalhavam no setor de serviços, 29,5% na agropecuária, 14,35% no comércio, 8,01% na construção civil, 7,76% em indústrias de transformação e 1,24% na utilidade pública. Conforme a Estatística do Cadastral de Empresas de 2013, José da Penha possuía 48 unidades (empresas) locais, todas atuantes. Salários juntamente com outras remunerações somavam R$ 3 546 mil e o salário médio mensal era de 1,5 salários mínimos.

## Infraestrutura

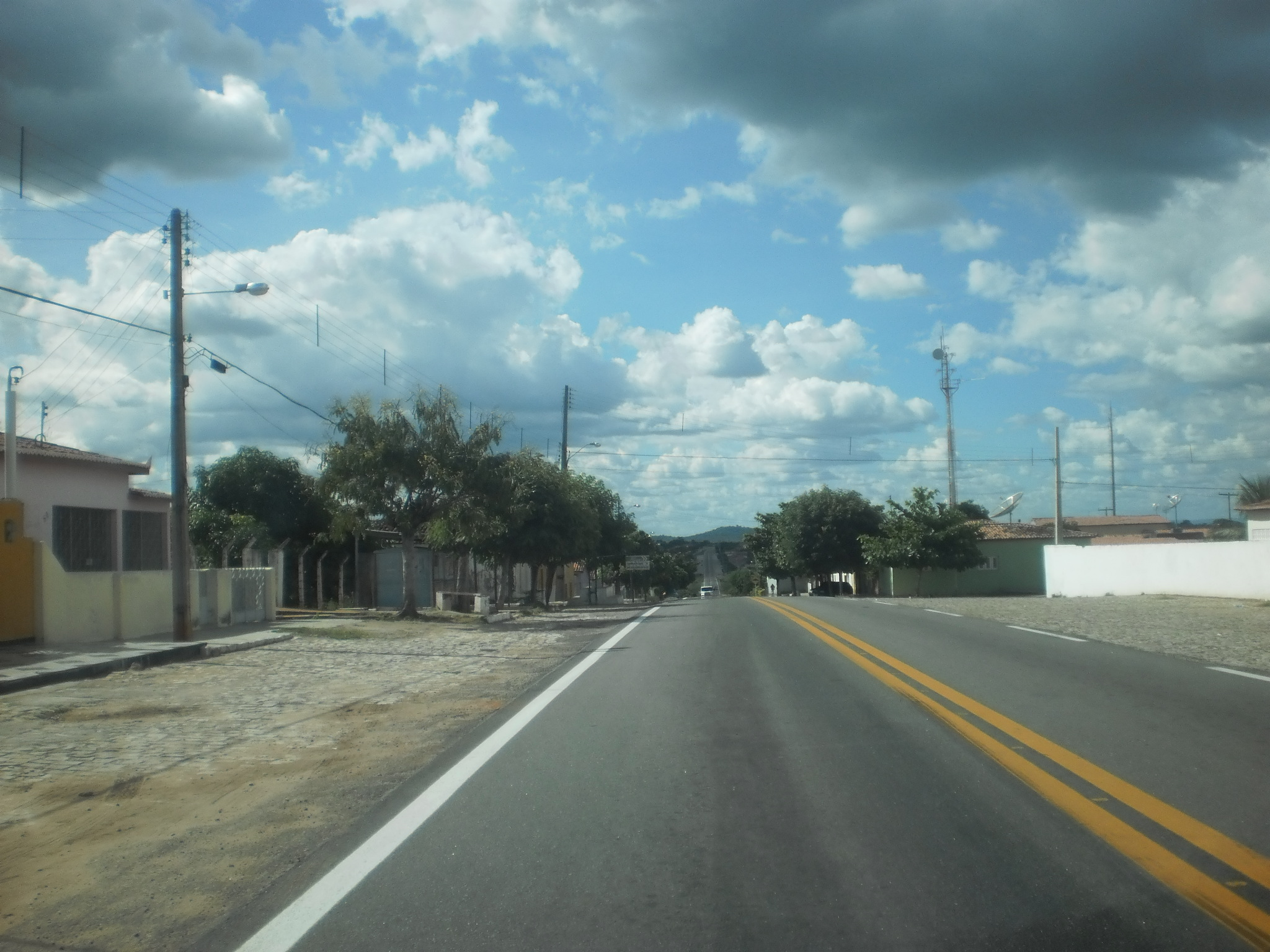
Trecho da BR-405 cortando a zona urbana do município.

O serviço de abastecimento de água de José da Penha é feito pela Companhia de Águas e Esgotos do Rio Grande do Norte (CAERN). Em 2010, 1 656 domicílios eram abastecidos pela rede geral (91,64%); 96 através de poços (5,31%); 38 através de rio(s), lago(s), açude(s) ou igarapé(s) (2,1%) e dezessete de outras formas (0,94%). O fornecimento de energia elétrica é realizado pela Companhia Energética do Rio Grande do Norte (COSERN). A voltagem da rede é de 220 volts. Dos 1 807 domicílios, 1 795 possuíam energia elétrica (99,34%), todos a partir da companhia distribuidora. O lixo era coletado em 1 137 domicílios (62,92%), sendo 1 122 a partir do serviço de limpeza (62,09%) e apenas quinze por caçambas (0,83%).
A frota municipal em 2014 era de 912 motocicletas, 419 automóveis, 102 caminhonetes, 63 motonetas, 32 caminhões, dezesseis micro-ônibus, nove camionetas, dois ônibus e sete em outras categorias, totalizando 1 562 veículos. No transporte rodoviário, o município é cortado pela rodovia de ligação federal BR-405, que começa em Mossoró e se estende até o estado da Paraíba, ligando José da Penha a outras localidades.
O código de área (DDD) de José da Penha é 084 e o Código de Endereçamento Postal (CEP) da cidade é de 59980-000. No dia 10 de novembro de 2008 o município passou a ser servido pela Portabilidade de números telefónicos, juntamente com outras cidades de DDDs 33 e 38, em Minas Gerais; 44, no Paraná; 49, em Santa Catarina; além de outros municípios com código 84, no Rio Grande do Norte. Conforme dados do censo de 2010, 1 301 domicílios tinham somente celular (72,05%), 126 possuíam fixo e celular (6,95%) e 28 apenas telefone fixo (19,46%).

### Saúde
A rede de saúde de José da Penha dispunha, em 2009, de cinco estabelecimentos de saúde, todos públicos e municipais, prestando atendimento ao Sistema Único de Saúde (SUS), com vinte leitos para internação, todos públicos, entre os quais o Hospital Municipal Mãe Fraza, que conta com serviços de atendimento ambulatorial, internação e SADT (Serviço Auxiliar de Diagnóstico e Terapia), além de leitos nas especialidades de cirurgia geral, clínica geral, obstetrícia cirúrgica e clínica e pediatria. José da Penha pertence à VI Unidade Regional de Saúde Pública do Rio Grande do Norte (URSAP-RN), com sede em Pau dos Ferros.
Em 2010, a expectativa de vida ao nascer do município era de 72,29 anos, com índice de longevidade de 0,788, taxa de mortalidade infantil de 20,3 por mil nascidos vivos e taxa de fecundidade de 1,9 filhos por mulher. Em abril do mesmo ano, a rede profissional de saúde era constituída por dezesseis auxiliares de enfermagem, dez médicos, oito técnico de enfermagem, quatro enfermeiros, três cirurgiões-dentistas e dois farmacêuticos, totalizando 43 profissionais. Segundo dados do Ministério da Saúde, de 1990 a 2012 o município registrou um caso de AIDS e, entre 2001 e 2012, foram notificados 564 casos de dengue e um de leishmaniose. Em 2014 houve nove óbitos nas unidades de saúde do município (seis de mulheres e três de homens), dos quais três por doenças no sistema respiratório, duas por doenças infectocontagiosas ou paralisias, uma por doença no sistema digestório, uma no sistema endócrino e uma por tumores (neoplasias).

### Educação
| 2005 | 1,8 | 3,2 |
| 2007 | 3,1 | 3   |
| 2009 | 3,9 | 3,2 |
| 2011 | 3,8 | 3,2 |
| 2013 | 4   | 3,6 |

O fator "educação" do IDH no município atingiu em 2010 a marca de 0,489, ao passo que a taxa de alfabetização da população acima dos dez anos indicada pelo último censo demográfico do mesmo ano foi de 72,6% (78,8% para as mulheres e 65,8% para os homens). Ainda em 2010, José da Penha possuía uma expectativa de anos de estudos de 9,53 anos, valor ligeiramente abaixo da média estadual (9,54 anos). A taxa de conclusão dos ensinos fundamental (15 a 17 anos) e médio (18 a 24 anos) era de 48,2% e 36,5%, respectivamente. Em 2014, a distorção idade-série entre alunos do ensino fundamental, ou seja, com idade superior à recomendada, era de 27% para os anos iniciais e 44,1% nos anos finais, sendo essa defasagem no ensino médio de 36,9%.
No censo de 2010, da população total, 1 677 frequentavam creches ou escolas, 1 647 na rede pública de ensino (98,19%) e trinta em redes particulares (1,81%); 1 023 cursavam o regular do ensino fundamental (61%), 208 o regular do ensino médio (12,37%), 143 cursos superiores de graduação (8,51%), cem no pré-escolar (5,93%), 63 na alfabetização de jovens e adultos (3,75%), 56 estavam em creches (3,36%), 42 em classes de alfabetização (2,48%), 21 na educação de jovens e adultos do ensino médio (1,23%), vinte na educação de jovens e adultos do ensino fundamental (1,17%) e seis na especialização de nível superior (0,53%). Levando-se em conta o nível de instrução da população com idade superior a dez anos, 3 697 não possuíam instrução e ensino fundamental incompleto (73,65%), 589 tinham fundamental completo e médio incompleto (11,74%), 587 ensino médio completo e superior incompleto (11,69%) e 146 o superior completo (2,92%). Em 2012 José da Penha possuía uma rede de quatorze escolas de ensino fundamental (com 61 docentes), nove do pré-escolar (cinco docentes) e uma de ensino médio (dez docentes).

## Cultura

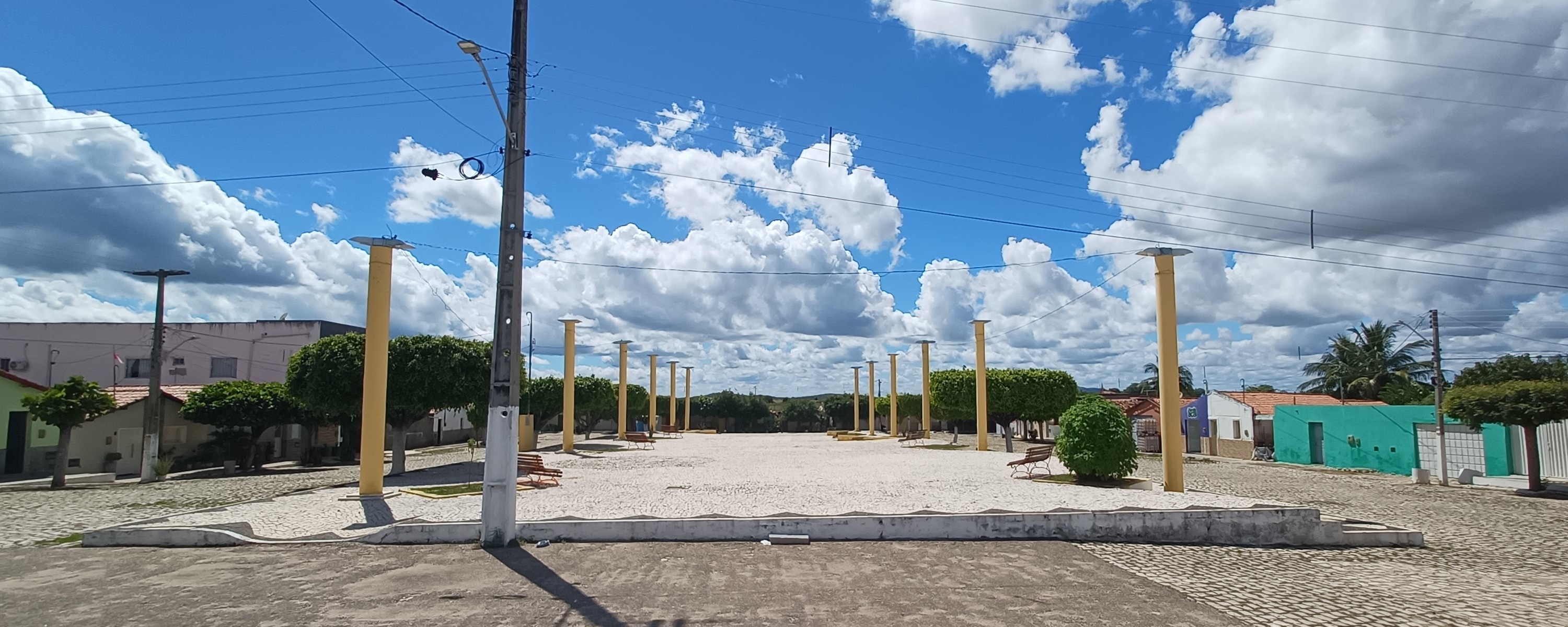
Praça Jocelmo Segundo de Oliveira, no distrito de Major Felipe

No calendário cultural de José da Penha, destacam-se o Arraiá da Vila Major Felipe, realizado desde 2013 no distrito de Major Felipe, durante a comemoração das festas juninas, contando com apresentações de quadrilhas, grupos artísticos, desfiles e bandas musicais, além de barracas com comidas típicas; a festa de São Francisco de Assis, realizada entre os dias 24 de setembro e 4 de outubro na Igreja Matriz, com novenas, missas e procissões realizadas em homenagem ao padroeiro municipal, além de shows pirotécnicos; a festa de aniversário do município e o Reveillon, ambos realizados no dia 31 de dezembro, último dia do ano e marcando, respectivamente, a emancipação política de José da Penha e as comemorações da passagem do Ano Novo, atraindo turistas vindos de várias localidades circunvizinhas.
Também são realizados eventos com foco no setor esportivo, como a Copa Municipal de Futebol de Campo, realizada no Estádio Municipal Jedaias de Araújo a partir de outubro, e as tradicionais corridas de dezembro, que ocorrem no mesmo dia da emancipação política, como a Corrida de Jegue e a Corrida de Pedestre. Importantes atrativos turísticos de José da Penha são a comunidade Baixa do Fogo e o sítio Barra do Catolé. As principais atividades artesanais são o barro, bordado e o couro, além da culinária típica. José da Penha também possui uma biblioteca pública municipal, ginásios poliesportivos, além de grupos artísticos de capoeira, Carnaval, desenho e pintura, manifestação tradicional e música, como bandas e corais.